# Günter Köppe
Günter Köppe (* 13. Oktober 1939 in Merseburg) ist ein deutscher Sportpädagoge und Hochschullehrer.

## Leben
Köppe begann in der Deutschen Demokratischen Republik eine Lehre zum Lokomotivschlosser, nachdem ihm ein Hochschulstudium verweigert worden war. Nach der Übersiedlung in die Bundesrepublik Deutschland im Jahr 1959 bestand er in Waldbröl das westdeutsche Abitur, durchlief hernach an der Pädagogischen Hochschule Bonn ein Studium zum Volksschullehrer und war anschließend im Schuldienst (Grund- und Hauptschule) tätig. In den 1970er Jahren nahm Köppe eine Stelle als Assistent an der Pädagogischen Hochschule Bremen an. Er ging anschließend an die Pädagogische Hochschule Bonn zurück und arbeitete dort unter Heinz Denk. In den frühen 1980er Jahren wurde Köppe Akademischer Rat an der Pädagogischen Hochschule Göttingen und wechselte an die Universität Göttingen, nachdem Übertritt der Fachbereich Sport ins Institut für Sportwissenschaften der Georg-August-Universität Göttingen eingegliedert worden war. 1984 wurde in Göttingen Köppes Doktorarbeit zum Thema „Konzept für praxisnahe Unterrichtsanalysen auf modelltheoretischer Grundlage als Beitrag zur wissenschaftlichen Anleitung schulpraktischer Studien in der Sportlehrerausbildung“ angenommen. Ab 1993 war er an der Justus-Liebig-Universität Gießen als Vertretungsprofessor für Sportpädagogik tätig und trat ebenda 1996 eine ordentliche Professur mit Schwerpunkt Sportdidaktik an. Er ging 2004 in den Ruhestand. Krankheitsbedingt verschlechterte sich sein Bewegungsvermögen in seinen letzten Dienstjahren.
Köppes Forschungsschwerpunkt lag in den Bereichen Schulsport (unter anderem in der Sportart Schwimmen), in der Sportlehrerausbildung sowie in den Bewegungs- und Lebenswelten von Kindern. Er ist gemeinsam mit Jürgen Schwier Herausgeber des 2003 erschienenen Handbuchs Grundschulsport, welches als Standardwerk eingestuft wurde. 2002 veröffentlichte Köppe das Werk „Eine kleine (andere) Sportdidaktik aus Sportlehrersicht“. 1997 war er zusammen mit Rolf Dieckmann Herausgeber des Buchs „Multiple Sklerose und Sport“.
Von 1981 bis 1987 saß Köppe im Vorstand der Deutschen Vereinigung für Sportwissenschaft und zählte zu den ersten Autoren der „DVS-Protokolle“, dem Vorläufer der Veröffentlichungsreihe „Schriften der Deutschen Vereinigung für Sportwissenschaft“. Er stieß innerhalb der DVS zudem die Gründung der Kommission „Schulpraktische Studien – empirische Unterrichtsforschung“ an.